# Aliança do Vale de Juba
A Aliança do Vale de Juba (em somali: Isbahaysiga Dooxada Jubba) é uma facção política da Guerra Civil Somali. Foi o principal oponente do Movimento Patriótico Somali e do Conselho de Reconciliação e Restauração Somali disputando o controle de Kismayo e do vale do rio Juba, a área conhecida como Jubaland.

## Histórico
Após o colapso da autoridade central na Guerra Civil Somali, o General Hersi "Morgan" declarou Jubaland independente em 3 de setembro de 1998.
Os oponentes do general "Morgan" provinham dos clãs somalis Marehan, Ogadeni e Warsangeli. A Frente Nacional Somali dos Marehan e outros aliados tribais agruparam-se como Forças Aliadas Somalis, que expulsaram o General "Morgan" de Kismayu em junho de 1999.
A administração da Forças Aliadas Somalis renomeou-se Aliança do Vale de Juba em junho de 2001 e deu seu apoio ao Governo Federal de Transição. O líder do Aliança do Vale de Juba é o coronel Barre Adan Shire Hiiraale, que mais tarde se tornou ministro da Defesa do governo transitório. O comandante da milícia do grupo era o coronel Abdulahi Sheik Ismael Fara-Tag.
Em 18 de junho de 2001, um conselho interclã de onze membros decidiu aliar a Aliança do Vale de Juba ao recém-criado Governo Federal de Transição.
Em 6 de agosto de 2001, após dez dias de combates pesados em uma batalha envolvendo 40 technicals e 1.000 milicianos, a Aliança do Vale de Juba tomou a cidade de Jilib do Conselho de Reconciliação e Restauração da Somália.
Em 2002, a Aliança do Vale de Juba lutou com o Conselho de Reconciliação e Restauração da Somália, que se opôs ao Governo Federal de Transição, resultando na fuga de 6.000 refugiados de Bulo Hawa. Em 2003, havia 15.000 pessoas deslocadas internamente acomodadas em Kismayo. Os combates em todo o sul e centro da Somália resultaram em 86.000 deslocados internos em 2004. As minas terrestres foram citadas como um problema que afeta a área devido aos combates entre as duas organizações.

### Guerra da Somália
A Aliança do Vale de Juba sofreu a perda de Kismayo em setembro de 2006 por um arranjo de forças da União das Cortes Islâmicas com 130 technicals, e mais uma derrota durante a conquista do Vale de Juba pelos islamistas em outubro de 2006.
Em 23 de setembro, as forças da União das Cortes Islâmicas sob o comando do xeique Hassan Abdullah Hersi al-Turki abordaram Jilib, a caminho de Kismayo. As forças da Aliança do Vale de Juba retiraram-se sem lutar. Depois que a cidade caiu, em 24 de setembro, prometeu paz à cidade depois que milicianos islamistas interromperam uma manifestação anti-islâmica com tiros, matando três adolescentes. Em 3 de outubro, tomaram Afmadow. Sakow caiu para os islamistas em 25-28 de outubro depois que derrotaram militarmente a Aliança do Vale de Juba. Em 13 de dezembro, Salagle também caiu.  O município de Baardhere, na região de Gedo, foi o último galardão procurado pela União das Cortes Islâmicas, mas a população de lá recusou-se a realizar esse objetivo; a população de Gedo e Bardera em particular, desaprovavam os islamistas e de seu ataque a Kismayo. O controle total da União das Cortes Islâmicas sobre o sul da Somália tornou-se impossível neste momento. Todos os lados, se reagruparam e estabeleceram novas alianças e novas frentes.
Após a Batalha de Baidoa (20 a 26 de dezembro), a Aliança do Vale de Juba começou a reassumir o controle do Vale de Juba. Em 27 de dezembro, a União das Cortes Islâmicas abandonou suas posições no Vale Juba em Salagle e Sakow, ao norte de Bu'aale. 
As forças da União das Cortes Islâmicas em Kismayo foram relatadas recuando em direção a Mogadíscio e as forças do Governo Federal de Transição avançaram em direção a Bu'uale de Dinsoor, enquanto o restante das áreas do Baixo e Médio Juba estavam calmas. No entanto, assim que as forças da União das Cortes Islâmicas de Kismayo chegaram a Mogadíscio, mudaram de direção, retirando-se de volta para Kismayo. Após sua derrota na Batalha de Jilib, ao norte da cidade, as forças islamistas se retiraram e, em 1 de janeiro de 2007, Kismayo caiu sob o controle do Governo Federal de Transição e das forças etíopes sem conflito armado.
Considerando a parte integral que a Aliança do Vale de Juba desempenhou nas forças armadas do Governo Federal de Transição, pode-se dizer que a organização foi sucedida ou incorporada ao exército do governo transitório nascente.
A União das Cortes Islâmicas sufocou a economia da Somália ao colocar todos os recursos nas mãos de poucos selecionados. Embora os erros dos islamistas tenham sido muitos, o fator econômico, o ataque de Kismayo e o assassinato dos combatentes da Aliança do Vale de Juba acamados que estavam no Hospital Bu'ale aceleraram a queda do fenômeno União das Cortes Islâmicas na política somali dos últimos anos.